# Norman Wisdom
Sir Norman Joseph Wisdom (n. 4 februarie 1915, Greater London, Anglia, Regatul Unit al Marii Britanii și Irlandei – d. 4 octombrie 2010, Mannin) a fost un actor englez, comedian și cântăreț, cel mai cunoscut pentru seria de filme de comedie produse între 1953 și 1966 cu personajul său nefericit, adesea numit Norman Pitkin. El a primit premiul BAFTA din 1953 pentru cel mai promițător actor nou în rolul principal al unui film, în urma lansării filmului Trouble in Store, primul său film în care apare în rolul principal.
Wisdom a devenit o celebritate în America de Sud, Iran și în multe țări din Blocul de Est, în special în Albania, unde filmele sale au fost singurele cu actori occidentali care au fost aprobate de dictatorul Enver Hoxha. Charlie Chaplin a menționat că Wisdom este „clovnul său preferat”.

## Filmografie
- A Date with a Dream (1948)
- Wit and Wisdom (1948–50, TV)
- Trouble in Store (1953)
- One Good Turn (1955)
- As Long as They're Happy (1955) (cameo)
- Man of the Moment (1955)
- Up in the World (1956)
- Just My Luck (1957)
- The Square Peg (1958)
- Follow a Star (1959)
- There Was a Crooked Man (1960)
- The Bulldog Breed (1960)
- The Girl on the Boat (1961)
- On the Beat (1962)
- A Stitch in Time (1963)
- The Early Bird (1965)
- The Sandwich Man (1966)
- Press for Time (1966)
- Androcles and the Lion (1967, TV)
- The Night They Raided Minsky's (1968)
- What's Good for the Goose (1969)
- Norman (1970, TV)
- Music Hall (1970, TV)
- Nobody Is Norman Wisdom (1973, TV)
- A Little Bit of Wisdom (1974, TV)
- BBC Playhouse: "Going Gently" (1981, TV)
- BBC Bergerac: "Almost Like a Holiday" (1983, TV)
- The 1950s: Music, Memories & Milestones (1988, TV)
- Double X: The Name of the Game (Double X, Run Rabbit Run) (1992)
- Last of the Summer Wine (1995–2004)
- Where on Earth Is ... Katy Manning (1998, TV)
- Casualty episode "She Loved the Rain" (1998, TV)
- Junfans Attic (2001)
- Dalziel and Pascoe episodul "Mens Sana" (2002, TV)
- The Last Detective episode "Lofty" (2003, TV)
- Between the Sheets (2003, TV)
- Coronation Street (2004, TV)
- Five Children and It (2004) - Nesbitt.
- Last of the Summer Wine episodul "Variations on a Theme of the Widow Winstanley" (2004, TV)
- Expresso (2007)
- Wonderland: The Secret Life Of Norman Wisdom Aged 92 and 3/4 (2008, TV) (ultima sa apariție)

## Legături externe
Materiale media legate de Norman Wisdom la Wikimedia Commons
- Norman Wisdom la Internet Movie Database
- en Norman Wisdom la Internet Broadway Database
- Pathe News clips of Wisdom from the 1950s
- Obituary: Sir Norman Wisdom BBC Retrieved 4 October 2010
- Nick Wisdom recalls his father's appearance on This Is Your Life
- Wisdom of Norman
- Norman Wisdom Tribute at British Classic Comedy
- Norman Wisdom at BFI Screenonline
- Norman Wisdom a new feature film screenplay about his life and adventures